# Wartość energetyczna

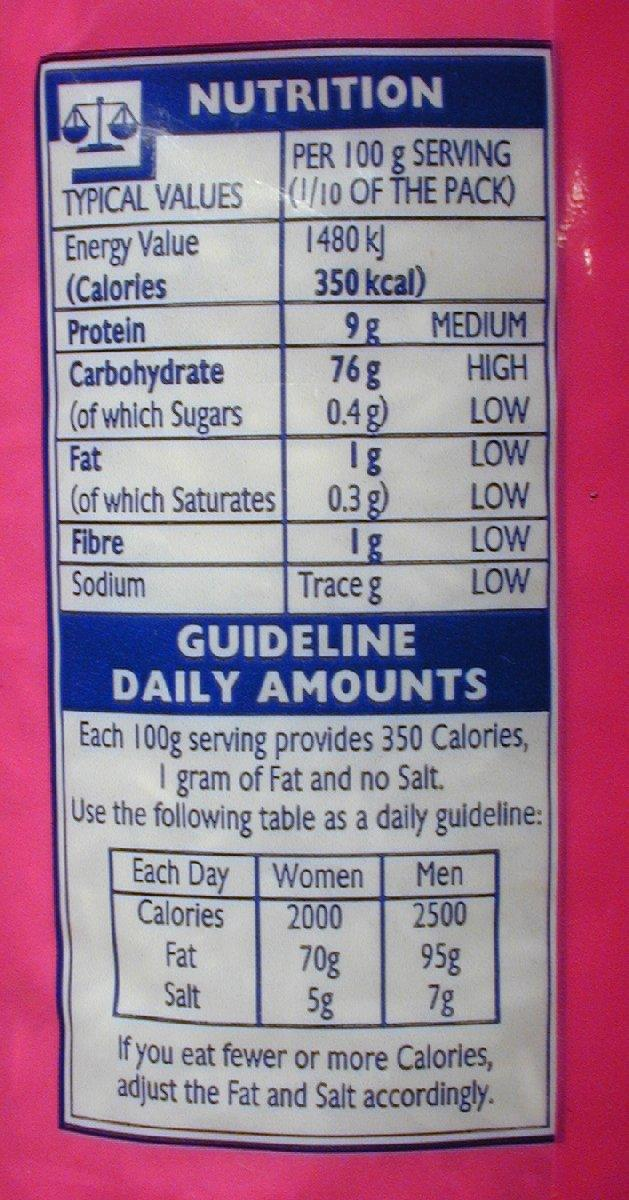
Tabela wartości odżywczych produktu zawiera m.in. informacje o wartości energetycznej.

Wartość energetyczna – ilość energii w danym produkcie jaką organizm może przyswoić przez trawienie. Wartość energetyczna wyrażana jest w kilokaloriach (kcal) i kilodżulach (kJ).

## Jednostka energii
Zgodnie z Międzynarodowym Układem jednostek Miar oraz konsensusem FAO/WHO/UNU z 1971 r. energia wyrażana jest w dżulach (J), oraz dodatkowo kaloriach (cal). 1 kcal jest równa 4,184 kJ, 1000 kcal = 4,184 MJ. 
Wartość energetyczna produktów na etykiecie musi być wyrażona w kcal, jak i kJ w przeliczeniu na 100 g lub 100 ml produktu.
Zapotrzebowanie na energię mało aktywnego dorosłego człowieka wynosi około 2000 kcal.
W mowie potocznej, określając wartość energetyczną pokarmów, celowo stosuje się termin „kaloria” mając w rzeczywistości na myśli kilokalorię (kcal). Spotykane jest też oznaczanie kilokalorii poprzez zapis dużą literą: 1 Kaloria = 1 Cal = 1 kcal.

## Mierzenie wartości energetycznej
Na początku XX wieku Departament Rolnictwa Stanów Zjednoczonych (ang. United States Department of Agriculture) opracował procedurę mierzenia wartości energetycznej, która pozostaje w użyciu do dziś.
Badana żywność jest całkowicie spalana w kalorymetrze, a ciepło uwolnione w wyniku spalania jest mierzone. Ta wartość jest używana do określenia fizycznej wartości energetycznej żywności. Potem dokonuje się odpowiedniej korekty opartej na rzeczywistym sposobie przyswajania energii przez organizmy zwierzęce.
W przypadku całkowitej resorpcji identycznej jak fizjologiczna wartość energetyczna (całkowita energia) wynosi ona dla węglowodanów 410 kcal/100 g, tłuszczów 930 kcal/ 100 g, natomiast dla białek z uwagi na to, że każde białko ma inny skład aminokwasowy nie można wyznaczyć jednolitej wartości energetycznej, jednak jest ona zbliżona do wartości energetycznej węglowodanów np. fizjologiczna wartość energetyczna kazeiny wynosi 425 kcal/ 100 g.

## Ilość energii w składnikach pożywienia
| składnik pożywienia                                     | gęstość energii | gęstość energii |
| składnik pożywienia                                     | kcal/g          | kJ/g            |
| ------------------------------------------------------- | --------------- | --------------- |
| węglowodany (z wyjątkiem alkoholi wielowodorotlenowych) | 4               | 17              |
| alkohole wielowodorotlenowe (poliole)                   | 2,4             | 10              |
| białko                                                  | 4               | 17              |
| tłuszcz                                                 | 9               | 37              |
| salatrimy                                               | 6               | 25              |
| alkohol (etanol)                                        | 7               | 29              |
| kwasy organiczne                                        | 3               | 13              |
| błonnik                                                 | 2               | 8               |
| erytrytol                                               | 0               | 0               |

W zależności od przepisów obowiązujących w danym regionie lub woli producenta danej żywności, przyjmuje się, że kaloryczność błonnika jest zerowa, wynosi 2 kcal/g lub tyle, ile zwykłe węglowodany, czyli 410 kcal(1680 J)/100 g. W Stanach Zjednoczonych przyjmuje się, że rozpuszczalny błonnik ma 4 kcal/g, ale nierozpuszczalny błonnik 0 kcal/g.
Zgodnie z rozporządzeniem Parlamentu Europejskiego i Rady UE z 25 października 2011 od 13 grudnia 2016 włącznie producenci żywności mają obowiązek przyjmowania, że kaloryczność błonnika wynosi 2 kcal/g. Do 12 grudnia 2016 r. włącznie informacje te były przekazywane na zasadzie dobrowolności.

## Energia w organizmach

### Otrzymywanie i wydatek energii u ssaków
Statystycznie zużycie energii przez organizm wynosi:
- 60–75% podstawowa przemiana materii
- 15–30% aktywność ruchowa
- 6–10% termogeneza indukowana pożywieniem
- 2–7% pozostałe.

Przykładowe wydatki energetyczne u ludzi:
- sen – 80 W
- praca umysłowa – 150 W
- jazda na rowerze – 500 W
- wyczyn – 1000 W (w tym tylko 100 W na pracę)

Przykładowe obliczenia
Spalenie 500 g tłuszczu wymaga:
- spoczynek (praca 80 W) – ok. 64 godzin[b]
- intensywna gimnastyka (praca 500 W) – ok. 10 godzin[c]